# Кобенья (Мадрид)
Кобенья (ісп. Cobeña) — муніципалітет в Іспанії, у складі автономної спільноти Мадрид. Населення — 6164 особи (2010).
Муніципалітет розташований на відстані близько 23 км на північний схід від Мадрида.
На території муніципалітету розташовані такі населені пункти: (дані про населення за 2010 рік)
- Кобенья: 6162 особи
- Кампо-Нуево: 2 особи

## Демографія
Динаміка населення (INE ):

## Галерея зображень

Розташування муніципалітету у автономній спільноті Мадрид